# اوا پارتوم
اِوا پارتوم (لهستانی: Ewa Partum؛ زادهٔ ۱۹۴۵ میلادی) یک عکاس، شاعر، هنرمند مفهوم‌گرا و کارگردان فیلم اهل لهستان است.
وی از فعالان جنبش فمینیست است و نمایشگاه‌های متعددی از آثار او در شهرهای مختلف جهان نظیر برلین، پاریس، بوئنوس آیرس و ر برپا شده است.